# Rules of Engagement (Militär)

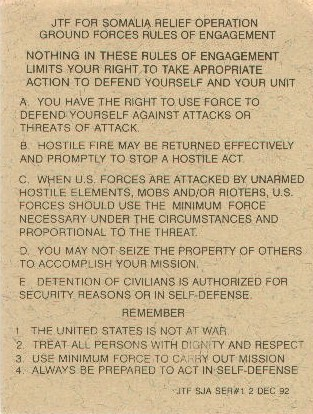
Die Rules of engagement der United Nations Operation in Somalia I

Rules of Engagement (RoE), auf Deutsch Einsatzregeln, bezeichnen einsatzbezogene Regeln für Streitkräfte zur Anwendung von militärischer Gewalt im Rahmen weltweiter nationaler und multinationaler Militäroperationen – sowohl in bewaffneten Konflikten als auch in Friedensmissionen der Vereinten Nationen. Sie tragen rechtlichen, politischen, militärstrategischen sowie operativen Vorgaben Rechnung, wie sie etwa in bilateralen Status of Forces Agreements (SOFA) fixiert sind.

## Allgemeines
Die RoE werden von der NATO wie folgt definiert: „Anweisungen, erlassen von einem dazu befugten militärischen Führer, mit denen Umstände und Grenzen festgelegt werden, unter denen militärische Kräfte Kampfhandlungen mit anderen Kräften beginnen oder fortführen dürfen.“ Ziel ist es hierbei nicht, taktische Vorgaben zu machen. Vielmehr dienen sie als Hilfsmittel, da sie allgemeine Verhaltensweisen, wie z. B. das Tragen von Waffen oder die Reaktion auf feindselige Handlungen, regeln. Für jeden Einsatz werden die RoE neu angepasst, um den Erfordernissen angemessen gerecht zu werden: Wenn sich grundlegende Veränderungen der Lage im Einsatzgebiet vollziehen, können Einsatzregeln auch nachträglich angepasst werden. Das gesamte Spektrum potentieller Einsatzregeln ist zudem nicht automatisch auf allen militärischen Führungsebenen implementiert. Es ist möglich, sie je nach Lageentwicklung zu aktivieren oder zu deaktivieren.
RoE können bestehendes Recht nicht erweitern, sie können es allenfalls weiter einschränken. Rechtswidriges Verhalten kann nicht – auch nicht nachträglich – durch RoE legitimiert werden.

## Taschenkarten
In der Regel geben sogenannte Taschenkarten, welche die Soldaten im Einsatz ständig bei sich tragen, die Umsetzung des Auftrages aus dem völkerrechtlichen Mandat wieder. Sie stellen die für den konkreten Einsatz zulässigen Maßnahmen zur Anwendung militärischer Gewalt für die Durchsetzung des Auftrages und ggf. die Selbstverteidigung oder Notwehr dar. Dabei werden vor allem der Schusswaffengebrauch und der Grundsatz der Verhältnismäßigkeit erläutert. Ferner enthalten sie allgemeine Verbote und Gebote, die sich aus dem Völkerrecht sowie nationalen Vorgaben ergeben. Die Soldaten werden über den Inhalt der Taschenkarten belehrt, wodurch diese zum dienstrechtlich verbindlichen Befehl werden.

## Internationaler Abstimmungsprozess
In der NATO und EU gibt es komplexe Abstimmungsprozesse zu den RoE. In der NATO ist das oberste Entscheidungsgremium der Nordatlantikrat (NATO-Rat), der eine Weisung an den Oberbefehlshaber der NATO-Streitkräfte in Europa (Supreme Allied Commander Europe, SACEUR) mit politischen Rahmenvorgaben erlässt. Dieser entwickelt mit den Generalstabschefs der Streitkräfte der NATO-Staaten ein Operationskonzept, einen Operationsplan und schließlich einsatzspezifische RoE, alles jeweils unter ständiger Genehmigungspflicht durch den NATO-Rat. Auch die einzelnen Regierungen haben in diesem Prozess die Möglichkeit, Einfluss auf die Gestaltung der RoE zu nehmen. Damit die RoE nicht auf den kleinsten gemeinsamen Nenner reduziert werden, haben die Staaten das Recht, für ihre eigenen Truppenteile eine restriktivere Vorgehensweise festzulegen, z. B. aufgrund nationaler Rechtsbindungen oder eines durch ein nationales Parlament vorgegebenen Mandats.
In multinational geführten Operationen können sich durch Abweichungen zwischen den Einsatzregeln und verschiedene Versionen von Taschenkarten praktische Unklarheiten für die Soldaten ergeben.

## In den Medien
Im Spielfilm Rules – Sekunden der Entscheidung werden die Einsatzregeln beim US-Militär teilweise filmisch thematisiert. Der dänische Film A War (Originaltitel: Krigen) behandelt die ISAF-Einsatzregeln anhand fiktiver Ereignisse und deren militärischer Entscheidungen und des folgenden Militärprozesses.